# Yoncalı (Ovacık)
Yoncalı ist ein Dorf (Köy) im Landkreis Ovacık der türkischen Provinz Tunceli. Im Jahr 2011 hatte der Ort  57 Einwohner.